# Выжешур
Выжешур — деревня в Игринском районе Удмуртской республики.

## География
Находится в центральной части Удмуртии на расстоянии приблизительно 25 км юг по прямой от районного центра поселка Игра.

## История
Известна с 1873 года как починок Выжошур (Чука) с 7 дворами, в 1893 году 26 дворов, в 1905 — 27, в 1920 (уже деревня) — 36 (8 русских и 28 удмуртских), в 1924 — 38. В 1955 и 1957 годах именовалась Чука. До 2021 года входил в состав Лозинского сельского поселения.

## Население
Постоянное население составляло 78 человек (1873 год), 168 (1893, 150 удмурты и 18 русские), 198 (1905), 214 (1920), 201 (1924), 17 человек в 2002 году (удмурты 71 %, русские 29 %), 14 в 2012.